# Virginia Slims of Chicago 1977
Virginia Slims of Chicago 1977  — жіночий тенісний турнір, що проходив на закритих кортах з килимовим покриттям International Amphitheatre в Чикаго (США) в рамках Світової чемпіонської серії Вірджинії Слімс 1977. Відбувся вшосте і тривав з 7 до 13 лютого 1977 року. Перша сіяна Кріс Еверт здобула титул в одиночному розряді й отримала за це 20 тис. доларів США.

## Фінальна частина

### Одиночний розряд
Кріс Еверт —  Маргарет Корт 6–1, 6–3

### Парний розряд
Розмарі Казалс /  Кріс Еверт —  Маргарет Корт /  Бетті Стов 6–3, 6–4

## Розподіл призових грошей
| Дисципліна       | П       | F       | 3-тє   | 4-те   | ЧФ     | 1/8    | 1/16 |
| Одиночний розряд | $20,000 | $10,000 | $5,800 | $5,000 | $2,500 | $1,375 | $775 |